# Селенографічні координати
Селенографічні координати — аналогічно до географічних, називають широтою і довготою.
- Селенографічна широта (β) — кут між радіусом, проведеним із центру Місяця до певної точки поверхні, і площиною місячного екватора.
- Селенографічна довгота (λ) — кут між площиною початкового меридіану й площиною меридіану даної точки. Початковий меридіан визначається за кратером Местінг А, що розташований майже в центрі місячного диску.

## Прямокутна система координат
Центр  прямокутної системи селенографічних координат зазвичай відносять до  центру мас Місяця. Осі  абсцис і  ординат лежать у площині місячного екватора, при цьому перша спрямована до  Землі, а друга — на схід, у бік  Моря Криз. Вісь  аплікат спрямована вздовж  осі обертання Місяця.

## Сферична система координат

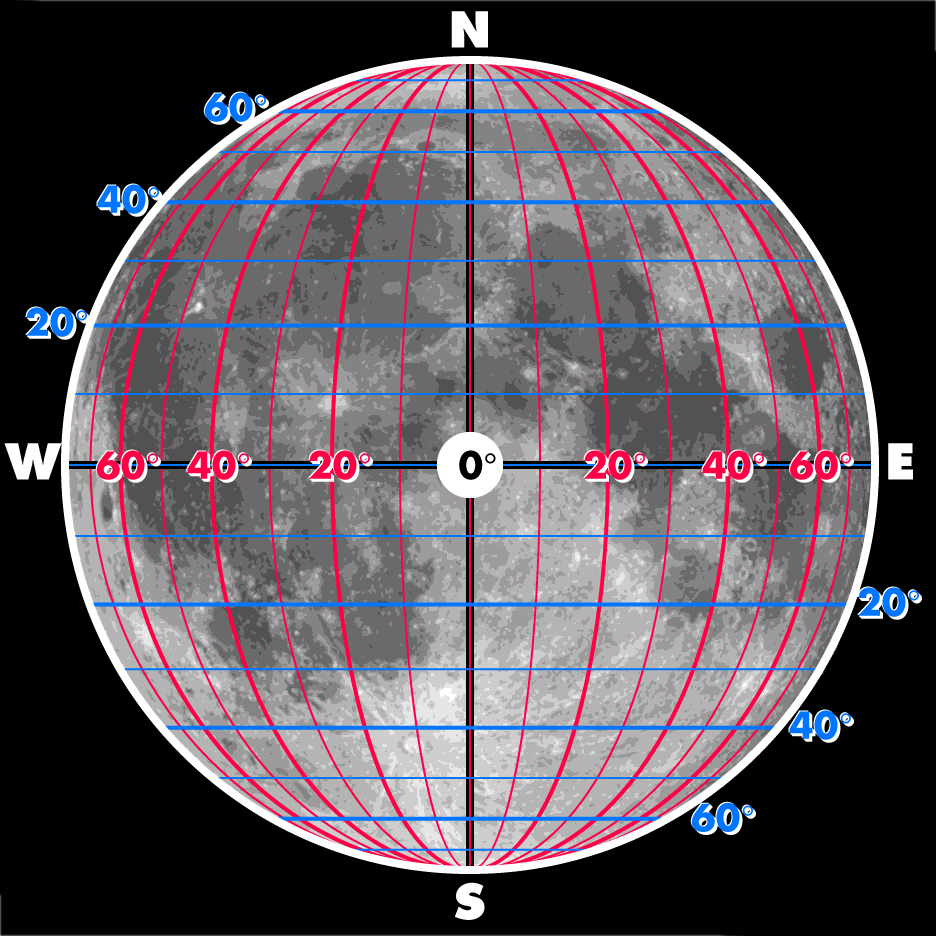
Сферична система координат

У  сферичній системі селенографічних координат довгота відраховується від нульового меридіана (тобто меридіана, що проходить через центр видимого диска в момент, коли Місяць перебуває на  лінії вузлів і  лінії апсид своєї  орбіти). Меридіани нумеруються двома способами — від 0 ° до 360 ° на схід, або від 0 ° до + 180 ° на схід і до −180 ° на захід . Довгота визначається як двогранний кут між площиною нульового меридіана й площиною меридіана, що проходить через точку на поверхні, положення якої потрібно визначити.
Селенографічна широта являє собою довжину дуги вздовж меридіана й відраховується від екватора (на північ — зі знаком плюс, на південь — зі знаком мінус). 1° дуги місячного меридіана дорівнює 30,334 км.
2005 року було створено об'єднану опорну селенодезичну мережу (англ. Unified Lunar Network Control 2005 (ULNC)), що застосовується для визначення координат на поверхні Місяця[відсутнє в джерелі]. Ця система дещо відрізняється від попередньої (різниця становить близько 1 кілометра за довготою), однак є точнішою.